# Татальтепекский чатино
Татальтепекский чатино, известный также как низменный чатино (Chatino Occidental Bajo, Lowland Chatino, Tataltepec Chatino) — индейский язык Месоамерики, один из языков семьи чатино ото-мангской семьи языков. Он не взаимопонимаем с другими диалекстами чатино. Распространён в городах Сан-Педро-Тутутепек и Татальтепек-де-Вальдес на территории крайней западной низменности чатино округа Хукила на юго-западе штата Оахака. Некоторые диалекты распространены в ближайших испанских центрах.